# König Ottokars Zepter
König Ottokars Zepter (französischer Originaltitel: Le Sceptre d'Ottokar) ist das achte Tim-und-Struppi-Album des belgischen Zeichners Hergé. Es erschien erstmals in schwarz-weißer Fassung zwischen dem 8. August 1938 und dem 10. August 1939 im Le Petit Vingtième, der wöchentlichen Beilage des Vingtième Siècle. Die farbige Fassung erschien 1947.

## Handlung
Tim findet auf einer Parkbank die Mappe eines gewissen Professor Janus (in älterer dt. Übersetzung Rauschebart, im Original Halambique). Dieser ist ein Spezialist der Sphragistik (Siegelkunde). Bei einem Besuch erfährt Tim, dass Janus demnächst nach Syldavien reisen will, um das Siegel der Könige von Syldavien zu untersuchen. Beim Besuch fällt Tim außerdem auf, dass dem Professor nachspioniert wird. Als er Nachforschungen anzustellen beginnt, werden ihm mehrere Warnungen geschickt, sich aus der Sache herauszuhalten. Schließlich schickt man ihm sogar eine Paketbombe, die allerdings die Schultzes trifft.
Tim entschließt sich daraufhin, als Janus’ Sekretär mit nach Syldavien zu reisen. Als er diesen anruft, um ihm seinen Entschluss mitzuteilen, hört er plötzlich Hilferufe aus dem Telefon. Als er beim Professor vorbeischaut, ist jedoch alles in bester Ordnung. Spätestens, als Tim mit ihm im Flugzeug nach Prag sitzt, scheint jedoch etwas am Professor verändert: Er raucht jetzt und sieht plötzlich gestochen scharf.
Der Pilot des Flugzeugs, das die beiden von Prag nach Klow, der Hauptstadt Syldaviens, bringen sollte, versucht Tim umzubringen, indem er ihn durch eine Falltüre des Flugzeugs fallen lässt. Tim überlebt den neuerlichen Anschlag jedoch, da er glücklicherweise in einen Heuhaufen fällt. Tim begreift, dass ein großangelegtes Komplott gegen Muskar XII., den aktuellen König Syldaviens, im Gange ist. Konspirateure versuchen, sein Zepter zu stehlen, weil er ohne dieses gemäß den Gesetzen des Landes als König abtreten müsste. Tim bespricht sich mit dem Polizeichef des Ortes, in den er verschlagen wurde, und macht sich anschließend in einer Kutsche auf nach Klow.
Unterwegs trifft Tim zufälligerweise auf Bianca Castafiore und kann mit ihrem Auto mitfahren. Dass er dadurch einem weiteren Hinterhalt entgeht, entgeht ihm dabei. Während der Weiterreise fällt er dennoch den offenbar doch konspirierenden Polizisten in die Hände, die ihn unter einem Vorwand verhaften. Inzwischen ist der falsche Professor Janus in Klow angekommen und wird in die königlichen Archive eingelassen, die sich sehr nahe bei Zepter und Krone des Königs befinden.
Tim wird mitgeteilt, dass er am nächsten Tag nach Klow überführt werde, wo er erschossen werden soll. Tatsächlich soll er aber dort gar nie eintreffen, sondern bereits bei einem inszenierten Fluchtversuch erschossen werden. Er durchschaut den Plan gerade noch rechtzeitig und kann tatsächlich fliehen. Er erreicht schließlich Klow und erhält eine Audienz beim König. Bevor es dazu kommt, versuchen die Gegner des Königs, die, wie Tim jetzt begreifen muss, aus dem engsten Beraterkreis des Königs kommen, erneut, Tim zu beseitigen. Obwohl er dem ersten Angriff noch entgehen kann, gelingt es ihm erneut nicht, zum König vorzudringen, sondern wird von Oberst Boris festgenommen.
Diesmal gelingt ihm die Flucht, weil der Transporter, der Tim zum Richter führen sollte, verunglückt. Auf der Suche nach einer Möglichkeit, endlich den König persönlich zu sprechen, hilft ihm der Zufall. In seiner Eile übersieht er ein herannahendes Fahrzeug und wird angefahren. Dem Auto entsteigt der König persönlich. Tim kann ihn davon überzeugen, dass sein Zepter jeden Moment gestohlen werden wird. Als die beiden zur Schatzkammer rasen, kommen sie allerdings zu spät: Das Zepter wurde bereits gestohlen.
Tim entdeckt, dass das Zepter mit einem manipulierten Fotoapparat aus dem Fenster und über den nahe gelegenen Bach katapultiert worden sein muss. Er erwischt die Diebe gerade noch, als sie mit dem Zepter fliehen, und kann die Verfolgung aufnehmen. Sie versuchen offensichtlich, das Zepter in Syldaviens Nachbarland Bordurien zu bringen. Am Ende der Verfolgungsjagd kann Tim den Dieb gerade kurz vor der Grenze noch einholen und überwältigen. Dabei findet er bei ihm äußerst brisante Papiere, wonach der bordurische Geheimdienst plant, die allgemeine Verwirrung, die durch den erzwungenen Rücktritt des Königs entstehen wird, zu einer Annexion von Syldavien zu verwenden.
Da er sehr hungrig ist, stiehlt Tim in einem bordurischen Grenzposten auf der anderen Seite der Grenze etwas zu essen, wird aber erwischt und muss ins Landesinnere von Bordurien fliehen. Er entwendet auf einem Militärflugplatz ein Flugzeug und versucht, damit nach Klow zurückzufliegen. Unterwegs wird er, da er von den Syldaviern jetzt als Feind identifiziert wird, abgeschossen und muss mit dem Fallschirm abspringen. Obwohl er jetzt zu Fuß gehen muss, erreicht er rechtzeitig vor den Feierlichkeiten Klow und kann das Zepter dem König zurückbringen.
Zum Dank für die Rettung der Monarchie und des syldavischen Staates wird Tim der Orden des goldenen Pelikans verliehen. Mehrere Verschwörer werden verhaftet. Auch der falsche Professor Janus wird enttarnt, er ist der Zwillingsbruder des richtigen Sphragistikers.
In diesem Band erscheinen zum ersten Mal Bianca Castafiore und Oberst Boris, der als Jorgen in Reiseziel Mond und Schritte auf dem Mond wieder auftaucht.

## Historischer Kontext
Der Inhalt des Bandes war zur Zeit seiner Erscheinung von politischer Brisanz: Es erzählt die Geschichte eines vereitelten Anschlusses. Das Album erschien kurz nach dem Anschluss Österreichs an das Deutsche Reich und der Invasion der Italiener in Albanien.

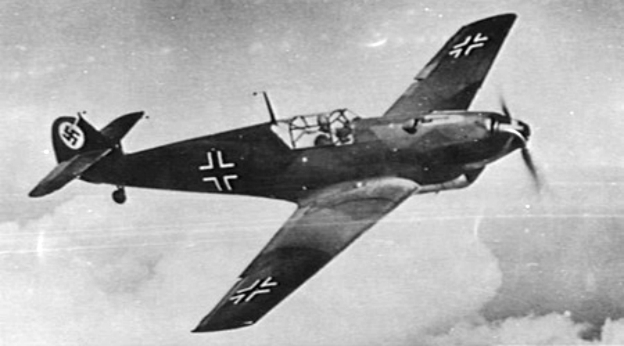
Eine Messerschmitt Bf 109 um 1938

Hergé erlaubt sich auch noch weitere Hinweise auf den nationalsozialistischen Hintergrund seiner Geschichte. So heißt der Chef der bordurischen Konspirateure im frz. Original Müsstler (in der dt. Übersetzung Rawczik), ein Kofferwort aus den beiden wichtigsten Akteuren der Achsenmächte: Mussolini und Hitler. Das bordurische Kampfflugzeug, das Tim stiehlt, ist eine Messerschmitt Bf 109.
Weshalb das Buch nicht der deutschen Zensur zum Opfer fiel, ist nicht ganz klar. Vielleicht, weil die Deutschen die direkte Anspielung auf das Deutsche Reich nicht verstanden und es als eines der vielen entsprechenden Vorkommnisse auf dem Balkan ansahen. Auch stützte Hitler zu jener Zeit in Rumänien durch Ion Antonescu die Monarchie. Eine Minderheit der Kritiker sehen in Hergé auch einen Befürworter der Politik Nazi-Deutschlands, die Mehrheit lehnt das jedoch strikt ab.
Als Vorlage für das Zepter Ottokars diente ein Bild eines polnischen Zepters. Der Adler an seinem Kopf ist daher ein Abbild des polnischen Wappentiers. Die Uniformen der beiden Armeen sind denen realer Armeen im Vorfeld des Zweiten Weltkriegs nachempfunden. Insgesamt zeigt der Band deutlich Hergés Kunst, Realität und Fiktion zu einem verbundenen und glaubwürdigen Ganzen zu vereinen. So erfindet er für sein fiktives Syldavien eine Geschichte, die bis weit ins Mittelalter zurückreicht. Eindrücklich ist der Reiseprospekt, den Tim im Flugzeug liest und der als ganzseitige Illustration eine Kampfszene aus der „Schlacht von Zileheroum“ enthält, die realen Vorbildern aus dem 15. Jahrhundert mit ihrer flachen Perspektive zum Verwechseln ähnlich sieht.
Das glückliche Ende der Geschichte, in der es Tim gelingt, den „Anschluss“ Syldaviens an Bordurien zu verhindern, wird schließlich von der Realität eingeholt. Längst waren Österreich und große Teile des Sudetenlandes von Deutschland annektiert worden. Kurz nach Fertigstellung der ersten Version des Bandes (August 1939) brach mit dem Angriff Deutschlands auf Polen der Zweite Weltkrieg aus und Hergé wurde eingezogen.
Für die Überarbeitung des Werkes für die Farbausgabe nahm sich Hergé einen Assistenten, E. P. Jacobs, der auch später noch oft an Hergés Werk mitarbeiten sollte. Er „balkanisierte“ viele Details und erhöhte ganz allgemein die Detailtreue. Jacobs taucht in einigen Bildern an der Seite von Hergé in einer Art Cameo-Auftritt auf.
Der Band sollte eigentlich „Tim in Syldavien“ heißen. Syldavien geht auf einen Artikel aus dem Jahre 1937 aus dem British Journal of Psychology unter dem Titel „General Foreign Policy“ zurück. Dort erklärt Richardson einen hypothetischen Konflikt von einem kleinen Königreich „Syldavia“ und der annektierenden Macht „Borduria“.
Nicht nur Landschaft und Kleidung ist Albanien nachempfunden. Auch der schwarze Pelikan der syldavischen Flagge ist dem schwarzen Adler aus der Flagge Albaniens nachempfunden. Syldavien geriet ebenso wie die Skipetaren unter die Osmanen, dies wird im Halbmond der Flagge deutlich. Die Motive der Geschichte sind ersichtlich vom Genre der ruritanischen Romanze beeinflusst, das der Brite Anthony Hope 1894 mit dem Roman Der Gefangene von Zenda begründete, und in dem es typischerweise um Abenteuergeschichten in kleinen europäischen Monarchien und die Wiederherstellung der Ordnung in denselben geht.
Der Wahlspruch unter dem Wappen „Eih bennek, eih blavek“, der mit „Wie du mir, so ich dir“ übersetzt wird, ist in Wahrheit Brüsselisch und bedeutet „Hier bin ich und hier bleibe ich“.
Zu Numa Sadoul sagte Hergé, Bordurien habe „eindeutige Anleihen an die SS“.
Viele Details sind sehr genau dargestellt, so etwa der Parc du Cinquantenaire, und der königliche Palast Ottokars wurde durch das Berliner Schloss Charlottenburg sowie die Fassaden vom Brüsseler Königspalast inspiriert.

## Besonderheiten
1976 wurde bei einer Restauration in der Grabstätte König Ottokars II. im Prager Veitsdom sein Zepter gefunden, viele Jahre nachdem der Band veröffentlicht wurde.
Auf S. 61 findet man in illustrer Gesellschaft Edgar Pierre Jacobs (wie oben genannt), Hergé, seine Frau Germaine, Bruder Paul, Marcel Stobbaerts und Jacques Van Melkebeke wieder.